# Nitocra cari
Nitocra cari är en kräftdjursart som beskrevs av Petkovski 1954. Nitocra cari ingår i släktet Nitocra och familjen Ameiridae. Inga underarter finns listade i Catalogue of Life.